# Bethel (Delaware)
Pour les articles homonymes, voir Bethel.
Bethel est une ville américaine située dans le comté de Sussex, dans l'État du Delaware.

## Démographie
Selon le recensement de 2010, Bethel compte 171 habitants. La municipalité s'étend sur 0,40 milles carrés (1,04 km2).
| 1880 | 1890 | 1910 | 1920 | 1930 | 1940 |
| ---- | ---- | ---- | ---- | ---- | ---- |
| 298  | 378  | 370  | 222  | 219  | 245  |

| 1950 | 1960 | 1970 | 1980 | 1990 | 2000 |
| ---- | ---- | ---- | ---- | ---- | ---- |
| 271  | 236  | 219  | 197  | 178  | 184  |

| 2010 | - | - | - | - | - |
| ---- | - | - | - | - | - |
| 171  | - | - | - | - | - |